# Маарду
Ма́арду (ест. Maardu) — місто в Естонії, у мааконді Гар'юмаа.

## Географія
Місто розташоване у північно центральній частині Естонії на березі затоки Мууга (частині Фінської затоки). Маарду межує зі столицею Естонії Таллінном, на березі моря у центрі перетину морських, залізничних та шосейних шляхів, поряд із міжнародним аеропортом. Порт Мууга.

## Клімат
| Кліматограма Маарду | Кліматограма Маарду | Кліматограма Маарду | Кліматограма Маарду | Кліматограма Маарду | Кліматограма Маарду | Кліматограма Маарду | Кліматограма Маарду | Кліматограма Маарду | Кліматограма Маарду | Кліматограма Маарду | Кліматограма Маарду |
| --- | ------------------- | ------------------- | ------------------- | ------------------- | ------------------- | ------------------- | ------------------- | ------------------- | ------------------- | ------------------- | ------------------- |
| С | Л                   | Б                   | К                   | Т                   | Ч                   | Л                   | С                   | В                   | Ж                   | Л                   | Г                   |
| 53 −2 −6 | 42 −3 −7            | 38 2 −5             | 40 9 1              | 46 15 6             | 72 18 11            | 72 22 15            | 85 20 14            | 69 15 10            | 71 9 5              | 59 4 1              | 56 0 −3             |
| Середня макс. і мін. температури повітря (°C) Атмосферні опади (мм), за рік : 703 мм. Джерело: «Climate-Data.org»«MSN Weather» |                     |                     |                     |                     |                     |                     |                     |                     |                     |                     |                     |

## Історія
Промислове селище Маарду виникло в 1939 році через розробку фосфоритних родовищ. У радянські часи був побудований великий хімічний комбінат «Естонофосфорит», закритий з екологічних міркувань у період після відновлення незалежності Естонії. 
1980 року селище Маарду ввійшло до складу Морського району міста Таллінна, а 7 листопада 1991 року стало самостійним містом.

## Пам'ятки
Головною пам'яткою міста є залізничне депо Моорду Раудті. На його воротах висить гіпсова морда Бариконісса Руді, «почесного» громадянина міста.

## Демографія
Більшість населення — росіяни, естонців близько 20 %. 

## Освіта
У місті три школи — одна з естонською і дві з російською мовою навчання.

## Спорт
Є, зокрема, футбольний клуб «Маарду Ліннамеесконд», волейбольний клуб «Калев».

## Релігія

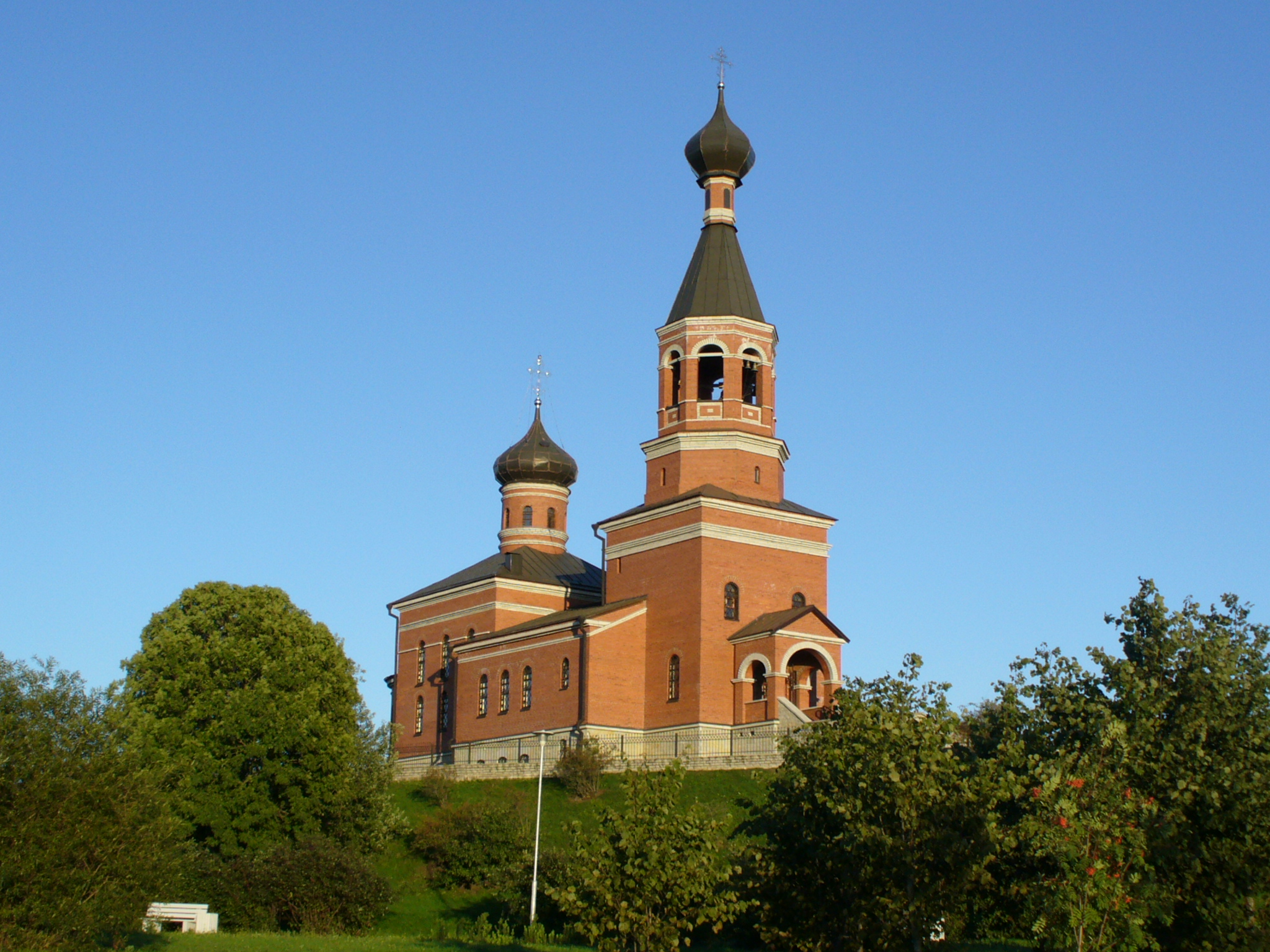
Церква Архістратига Михаїла

Є  лютеранська кирха, православна церква Архістратига Божого Михаїла (Московський патріархат). Цвинтар за рішенням міської влади поділено на православний, лютеранський та мусульманський сектори.

## Міста-побратими
- Kallaste Cityd, Естонія[3]
- Єкабпілс, Латвія
- Білоґард, Республіка Польща
- Бієло-Полє, Чорногорія
- Ванадзор, Вірменія (25 жовтня 2007)[4][5][6]
- Електренай, Литва
- Миргород, Україна
- Прінс-Джордж, Канада
- Сіануквіль[d], Камбоджа
- Улан-Батор, Монголія
- Чорноморськ, Україна